# USS Parks (DE-165)
USS Parks (DE-165) là một tàu hộ tống khu trục lớp Cannon từng phục vụ cùng Hải quân Hoa Kỳ trong Chiến tranh Thế giới thứ hai. Nó là chiếc tàu chiến duy nhất của Hải quân Hoa Kỳ được đặt cái tên này, theo tên Chuẩn đô đốc Charles Wellman Parks, (1863-1930), người từng lãnh đạo Văn phòng Xưởng tàu và Ụ tàu Hải quân và được tặng thưởng Huân chương Phục vụ Dũng cảm Hải quân. Nó đã phục vụ cho đến khi chiến tranh kết thúc, xuất biên chế năm 1946, rồi được rút đăng bạ năm 1972 và bị bán để tháo dỡ một năm sau đó. Parks được tặng thưởng bốn Ngôi sao Chiến trận do thành tích phục vụ trong Thế Chiến II.

## Thiết kế và chế tạo
Lớp Cannon có thiết kế hầu như tương tự với lớp Buckley dẫn trước; khác biệt chủ yếu là ở hệ thống động lực Kiểu DET (diesel electric tandem). Các động cơ diesel đặt nối tiếp nhau dẫn động máy phát điện để cung cấp điện năng quay trục chân vịt cho con tàu. Động cơ diesel có ưu thế về hiệu suất sử dụng nhiên liệu, giúp cho lớp Cannon cải thiện được tầm xa hoạt động, nhưng đánh đổi lấy tốc độ chậm hơn.
Vũ khí trang bị bao gồm ba pháo 3 in (76 mm)/50 cal trên tháp pháo nòng đơn có thể đối hạm hoặc phòng không, một khẩu đội pháo phòng không Bofors 40 mm nòng đôi và tám pháo phòng không Oerlikon 20 mm. Vũ khí chống ngầm bao gồm một dàn súng cối chống tàu ngầm Hedgehog Mk. 10 (có 24 nòng và mang theo 144 quả đạn); hai đường ray Mk. 9 và tám máy phóng K3 Mk. 6 để thả mìn sâu. Con tàu vẫn giữ lại ba ống phóng ngư lôi Mark 15 21 inch (533 mm). Thủy thủ đoàn đầy đủ bao gồm 15 sĩ quan và 201 thủy thủ.
Parks được đặt lườn tại xưởng tàu của hãng Federal Shipbuilding and Drydock Company ở Newark, New Jersey vào ngày 11 tháng 11, 1942. Nó được hạ thủy vào ngày 18 tháng 4, 1943, được đỡ đầu bởi cô Patricia Yoder, và nhập biên chế cùng Hải quân Hoa Kỳ vào ngày 23 tháng 6, 1943 dưới quyền chỉ huy của Hạm trưởng, Thiếu tá Hải quân Milford McQuilkin.

## Lịch sử hoạt động
Sau khi hoàn tất việc chạy thử máy huấn luyện tại khu vực Bermuda và huấn luyện ngoài khơi Norfolk, Virginia, Parks quay trở lại New York trước khi lên đường để hướng sang khu vực Mặt trận Thái Bình Dương. Sau hành trình đi ngang qua kênh đào Panama, quần đảo Galapagos và Bora Bora thuộc quần đảo Society, nó đi đến Noumea, New Caledonia để bắt đầu đảm nhiệm vai trò hộ tống các đoàn tàu vận tải đi lại giữa khu vực Espiritu Santo, New Hebrides và Guadalcanal-đảo Florida. Ngoài ra nó còn thực hiện các chuyến đi ngắn đến Rendova, New Georgia vào tháng 1, 1944; đến Funafuti thuộc quần đảo Ellice và đảo Manus thuộc quần đảo Admiralty vào tháng 4 để tuần tra và hộ tống vận tải, cũng như hai lần từng ghé đến Efate thuộc New Hebrides.
Đi đến Eniwetok thuộc quần đảo Marshall vào tháng 6, Parks hộ tống bảo vệ các tàu tàu chở dầu tiếp nhiên liệu cho Đệ Ngũ hạm đội đang tiến hành cuộc đổ bộ lên Saipan, và sau đó làm nhiệm vụ hộ tống trong cuộc đổ bộ lên Guam. Nó lên đường đi Manus ngang qua Eniwetok, nơi được phân công hộ tống một đội đặc nhiệm tàu chở dầu và tàu sân bay hộ tống trong các chiến dịch đổ bộ lên Palau và Ulithi. Sau đó nó hoạt động từ căn cứ Ulithi để hỗ trợ cho hoạt động của lực lượng Đồng Minh nhằm tái chiếm Philippines.
Được lệnh quay trở về vùng bờ Tây Hoa Kỳ, Parks rời Ulithi vào tháng 11, đi ngang qua Manus và Trân Châu Cảng trước khi về đến Newport Beach, California, và được đại tu tại đây. Sau khi hoàn tất, nó khởi hành từ San Diego, California vào ngày 16 tháng 4, 1945 để hướng đến Eniwetok, và cho đến khi chiến tranh kết thúc đã hoạt động tại khu vực giữa Eniwetok và Ulithi, làm nhiệm tìm kiếm và giải cứu cũng như tuần tra chống tàu ngầm. Sau khi Nhật Bản đã chấp nhận đầu hàng vào ngày 15 tháng 8 giúp kết thúc cuộc xung đột, nó đi đến Majuro rồi tiếp tục hướng đến Mili để tiếp quản việc đầu hàng của khoảng 2.400 quân Nhật trú đóng tại đây. Sau khi nghi thức đầu hàng được thực hện vào ngày 28 tháng 8, con tàu tiếp tục ở lại khu vực làm nhiệm vụ giám sát, giải giới, phá hủy đạn dược và rà phá các bãi thủy lôi.
Đến ngày 13 tháng 9, Parks được lệnh quay trở về Hoa Kỳ, và đã đi ngang qua Majuro, Kwajalein và Trân Châu Cảng trước khi về đến San Diego. Nó tiếp tục băng qua kênh đào Panama để đi sang vùng bờ Đông, và sau khi được đại tu tại Xưởng hải quân Brooklyn, con tàu đi đến Green Cove Springs, Florida vào ngày 29 tháng 11, nơi nó được đưa về thành phần dự bị thuộc Hạm đội 16, tiền thân của Hạm đội Dự bị Đại Tây Dương. Nó được cho xuất biên chế vào tháng 3, 1946, rồi chuyển đến neo đậu tại Philadelphia, Pennsylvania và bị bỏ không tại đây cho đến khi được rút tên khỏi danh sách Đăng bạ Hải quân vào ngày 1 tháng 7, 1972. Con tàu bị bán để tháo dỡ vào ngày 15 tháng 10, 1973.

## Phần thưởng
Parks được tặng thưởng bốn Ngôi sao Chiến trận do thành tích phục vụ trong Thế Chiến II.
|  | Bronze star · Bronze star · Bronze star · Bronze star |

| Huân chương Chiến dịch Hoa Kỳ | Huân chương Chiến dịch Châu Á-Thái Bình Dương với 4 Ngôi sao Chiến trận | Huân chương Chiến thắng Thế Chiến II |